# Varietà con bordo
In geometria, una varietà con bordo è uno spazio {\displaystyle n}-dimensionale localmente simile allo spazio euclideo, e avente un "bordo". Un esempio è un cerchio nel piano, poiché ha dimensione 2 e il suo bordo è una circonferenza.
Le varietà con bordo sono uno strumento importante in topologia e in geometria differenziale.

## Definizione
Una varietà con bordo è innanzitutto uno spazio topologico. Questo può essere dotato anche di ulteriori strutture, quali ad esempio una struttura differenziabile. Le due definizioni topologiche e differenziabili estendono i concetti di varietà topologica e varietà differenziabile: le varietà con bordo topologica e differenziabile si differenziano da queste ultime solo perché includono la possibilità che ci siano appunto dei "punti di bordo".

### Spazio topologico

#### Definizione
Una varietà topologica con bordo di dimensione {\displaystyle n} è uno spazio topologico {\displaystyle V} in cui ogni punto ha un intorno aperto omeomorfo ad un aperto del semispazio
{\displaystyle S={\big \{}(x_{1},\ldots ,x_{n})\in \mathbb {R} ^{n}\ {\big |}\ x_{1}\geqslant 0{\big \}}.}

#### Punti interni e di bordo
Il semispazio è delimitato dal suo bordo, dato dall'iperpiano
{\displaystyle \partial S={\big \{}(x_{1},\ldots ,x_{n})\in \mathbb {R} ^{n}\ {\big |}\ x_{1}=0{\big \}}}
descritto dall'equazione {\displaystyle x_{1}=0}. Per ogni punto {\displaystyle x} di {\displaystyle V} esiste un intorno aperto {\displaystyle U(x)} ed un omeomorfismo
{\displaystyle \phi :U(x)\to A\subset S}
a valori in un insieme aperto {\displaystyle A} di {\displaystyle S}. L'immagine {\displaystyle \phi (x)} di {\displaystyle x} può essere un punto del bordo {\displaystyle \partial S} oppure un punto interno in {\displaystyle S\setminus \partial S}. Nel primo caso, il punto {\displaystyle x} è detto punto di bordo, altrimenti è detto interno in {\displaystyle V}. 
L'insieme di tutti i punti di bordo di {\displaystyle V} è il bordo di {\displaystyle V} ed è indicato con {\displaystyle \partial V}. Gli altri punti di {\displaystyle V} sono i punti interni di {\displaystyle V}.

### Struttura differenziabile
Una varietà differenziabile con bordo di dimensione {\displaystyle n} è uno spazio topologico avente un atlante nel semispazio {\displaystyle S} in cui le mappe di transizione sono funzioni differenziabili. La definizione è quindi analoga a quella di varietà differenziabile: l'unica differenza consiste nel prendere {\displaystyle S} invece dell'intero spazio euclideo {\displaystyle \mathbb {R} ^{n}}.
Una varietà differenziabile con bordo {\displaystyle V} è in particolare una varietà topologica con bordo: risulta quindi ben definito anche in questo caso un bordo {\displaystyle \partial V}.

### Varietà chiuse
Una varietà topologica (o differenziabile) {\displaystyle V} è una particolare varietà topologica (o differenziabile) con bordo, il cui bordo {\displaystyle \partial V} risulta però vuoto. Il concetto di varietà con bordo estende quindi quello di varietà.
In molti contesti, per "varietà" si intende brevemente una varietà con bordo. Il termine varietà chiusa è quindi usato per definire una varietà senza bordo, che sia anche compatta.

## Il bordo
Il bordo {\displaystyle \partial V} di una varietà di dimensione {\displaystyle n} è anch'esso una varietà, di dimensione {\displaystyle n-1} e senza bordo. Infatti ogni punto di {\displaystyle \partial V} ha un intorno in {\displaystyle \partial V} omeomorfo ad un aperto dell'iperpiano {\displaystyle \partial S}, che è a sua volta omeomorfo a {\displaystyle \mathbb {R} ^{n-1}}. 
Si può quindi scrivere, per ogni varietà con bordo {\displaystyle V}:
{\displaystyle \partial \partial V=\emptyset .}
Il bordo {\displaystyle \partial V} è inoltre un sottoinsieme chiuso di {\displaystyle V} (poiché {\displaystyle \partial S} è chiuso in {\displaystyle S}). Se la varietà {\displaystyle V} è compatta, il bordo {\displaystyle \partial V} è quindi anch'esso compatto; ne segue che è formato da un numero finito di componenti connesse.

## Esempi

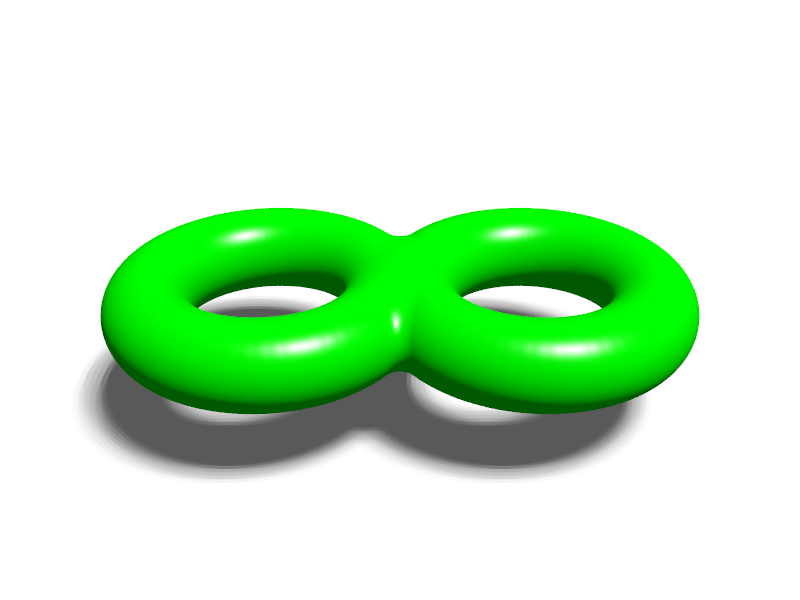
Un corpo con manici di genere due.

Molti esempi di varietà con bordo di dimensione {\displaystyle n} possono essere descritti come sottoinsiemi di {\displaystyle \mathbb {R} ^{n}}.

### Nel piano
Un cerchio ed una corona circolare sono due esempi di 2-varietà (cioè superfici) con bordo. Il bordo consiste rispettivamente in una e due circonferenze.

### Nello spazio tridimensionale
Un corpo con manici è una varietà con bordo contenuta nello spazio tridimensionale. Il suo bordo è una superficie, il cui genere è pari al "numero di buchi" del corpo.

### Nello spazio euclideo
La palla chiusa in {\displaystyle \mathbb {R} ^{n}}
{\displaystyle D^{n}={\big \{}(x_{1},\ldots ,x_{n})\in \mathbb {R} ^{n}\ {\big |}\ x_{1}^{2}+\ldots +x_{n}^{2}\leqslant 1{\big \}}}
è una varietà con bordo {\displaystyle n}-dimensionale. Il bordo 
{\displaystyle \partial D^{n}={\big \{}(x_{1},\ldots ,x_{n})\in \mathbb {R} ^{n}\ {\big |}\ x_{1}^{2}+\ldots +x_{n}^{2}=1{\big \}}}
è una sfera di dimensione {\displaystyle n-1}, generalmente indicata con {\displaystyle S^{n-1}}.

### Superfici nello spazio

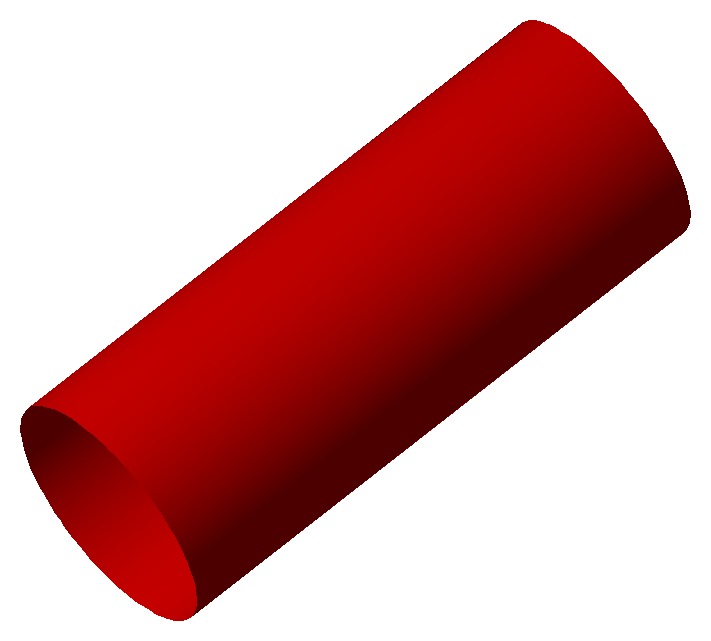
Un cilindro nello spazio (è presente solo la parete laterale)

Molte superfici nello spazio tridimensionale sono varietà a bordo. Tra questi, il cilindro ed il nastro di Möbius mostrati in figura.

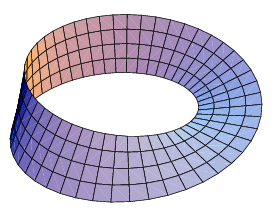
Un nastro di Möbius contenuto nello spazio.

Il bordo del cilindro consiste in due circonferenze (alle due basi), mentre il bordo del nastro di Möbius consta di una circonferenza sola. Il nastro di Möbius può essere realizzato nello spazio, ma non come sottoinsieme del piano.
Qualsiasi superficie compatta con bordo può essere in realtà disegnata dentro lo spazio; questo non è però vero per le superfici senza bordo: la bottiglia di Klein è una superficie (senza bordo) che ha bisogno di 4 dimensioni per essere rappresentata.